# Bergoglio (Alessandria)
Bergoglio (anche Bargolium, Bergolio o Borgoglio, Bergolium, Bergul, Burgulium) è stato un insediamento urbano sorto sulla sponda sinistra del Tanaro, posto di fronte a Rovereto e alla città di Alessandria tutta. Demolito durante il XVIII secolo, a partire dal 1728, per far campeggiare le mura della cittadella, protetto da mura e fossati, difeso da una piccola rocca staccata detta “la Pozzolana”, in origine appartenne all'Arcidiocesi di Milano. Bergoglio fu uno degli otto insediamenti che contribuirono alla fondazione della città di Alessandria nella seconda metà del XII secolo.

## Storia

### Origini: il "primo" Bergoglio

Teorie sulla identificazione territoriale del "primo" Bergoglio, antecedente la fondazione della città di Alessandria

Le interpretazioni toponomastiche e le origini circa la localizzazione dell'abitato di un "primo" Bergoglio, quello antecedente la fondazione della città di Alessandria - un lungo periodo che si articola, presumibilmente, dall'Alto impero al XII secolo - sono molto carenti e devono essere attinte, e moderate, dagli Annales dei numerosi storici locali, che in epoche diverse hanno ipotizzato soluzioni più o meno attendibili. Accanto a questo materiale documentario si affiancano altre fonti, conservate presso gli Archivi di Stato, importanti al fine della identificazione o meno del luogo in un dato periodo.
Molti storici, tra cui Calchi, Girolamo Ghilini, Giuseppe Antonio Chenna, Guglielmo Schiavina e Francesco Gasparolo sono pressoché unanimi nel considerare che Bergoglio esistesse già prima della fondazione di Alessandria: «[...] Questo luogo, dunque, avanti che Alessandria fosse fabbricata, si vedeva nella pianura della vicina collina fuori della porta dalla quale si cammina per Valenza [...]»
Un "primo" Bergoglio era, con molta probabilità, collocato geograficamente ai piedi della collina sulla strada di Valenza. Vi sono alcuni passaggi nei "Statuti Alessandrini" che determinato, seppur con poca precisione, la collocazione geografica del primo Bergoglio, anteriormente al 1071: Ordiniamo che venga rifatta ed ampliata la via che passa per il Borgo vecchio di Borgoglio e per la Valle di Paolo, fino alla via che va dalla Valle, fino al pezzo di Vigna di Pietro; ancora sia rifatta ed allargata la via vecchia di Borgoglio fino alla Valle di Paolo; e ancora questo sobborgo o quartiere era anticamente localizzato ai piedi della Collina nel luogo attualmente denominato gli Altieni.
Un'altra pubblicazione, di Biagio Gho, si sofferma sulla descrizione dell'importante reticolato viario presente già prima del tempo di Augusto. Principale arteria è la via Fulvia, strada romana che da Derthona prosegue in direzione ovest fino ad Augusta Taurinorum passando a sud della sponda destra del fiume Po, mettendo in collegamento le strade provenienti da Roma e dall'Italia nordorientale - via Postumia, via Julia Augusta - con le strade transalpine che partivano da Torino - via Cozia, via Domizia. Da Tortona verso Torino la via Fulvia lambiva Marenghum (Marengo), Roboretum (Rovereto) - sulla destra del Tanaro, dinanzi a Bergoglio - proseguiva verso Solerium (Solero) per continuare poi in direzione di Forum (Villa del Foro). Su questa direttrice si incardinavano altri percorsi, uno dei quali aveva origine da Bergoglio. Si tratta di una strada militare romana, di cui un tratto nel XXI secolo è denominato muntà (salita), che portava a Forum Valentinum (Valenza), situato sulle ultime colline del Monferrato.
Su queste fondamenta di vie di comunicazione si sviluppano le ipotesi per l'identificazione dell'area sulla quale insistette il "primo" Bergoglio (vedasi immagine sulle Teorie sulla identificazione territoriale del "primo" Bergoglio):

1. Borgo fortificato (castrum Burguliae) sulle colline a nord-est dell'attuale Cittadella (località Autini - Bricco di Sant'Antonino); insiste in quell'area un crocevia di strade romane per Torino, Valenza, Milano;
1bis. Simile a 1, ma con la presenza nello stesso periodo di un castrum romano, sedimentazione presumibilmente alto imperiale, che, nel tempo, diverrà il "secondo" Bergoglio quando gli abitanti si trasferiranno nel periodo della fondazione della città di Alessandria;
2. Indipendente sviluppo del castrum, con di fronte una possibile "torre di avvistamento", che divenne in seguito il castello di Rovereto, il castrum potrebbe essere stato un avamposto oltre fiume, durante l'occupazione urbana delle aree circostanti e della zona collinare del "primo" Bergoglio.

#### IX secolo
Risalgono al IX secolo le prime fonti documentate dell'esistenza degli insediamenti che formeranno poi Alessandria, e tra questi è citato anche Bergoglio. Secondo la Chronica Aquensis del domenicano Iacopo d'Acqui si evince che Bergoglio seguisse il rito ambrosiano e che l'Arcivescovato di Milano vi vantasse una qualche giurisdizione temporale: Verum est quod Bergolium quantum ad officium sequitur ritum Ecclesiae Ambroxianae, solum quantum ad Ecclesiam principalem, quia Bergolium fuit de Diocesi Mediolanensi. Il borgo era fortificato con alcune torri e già con edifici religiosi.

#### X secolo
Nel X secolo Borgoglio appariva già come centro abitato definito ed erano già presenti numerosi edifici e chiese: chiesa e Monastero dell'Ordine di San Giovanni e di San Benedetto (sotto il titolo di San Pietro), la chiesa di San Giovanni, la chiesa di santo Stefano. È inoltre descritta negli annali la presenza di un distretto e di ostelli per forestieri.
Girolamo Ghilini riporta che Aleramo - per i suoi privilegi assegnatogli a Ravenna nel diploma del 23 marzo 967 dell'imperatore Ottone I - avesse tra i suoi molti possedimenti anche le terre di Bergoglio.

#### XI secolo
Il 23 agosto 1071 a Bergoglio muore, e viene sepolto, l'Arcivescovo di Milano Guido da Velate. Nel 1094, in occasione della prima crociata, partì da Bergoglio il patrizio bergogliese Scipione Guasco, ricordato da Torquato Tasso nella Gerusalemme Liberata, che morirà nel 1099 sotto le mura di Antiochia: "Né solamente discacciò costoro / la spada micidial dal dolce mondo, / ma spinti insieme a crudel morte foro / Gentonio, Guasco, Guido e 'l buon Rosmondo".

#### XII secolo
In Borgoglio vi erano possedimenti di Oddonis Canefri, figlio del conte Oberto, il quale con istrumento del 14 aprile 1107, rogato da Ottone, notaio in loco Gamundensis apud Burmia, donava pro anima sua tutte le sue sostanze, tanto mobili che immobili, alla chiesa di Santa Maria di Rovereto, e fra i terreni donati ve ne figurava uno che giaceva in regione Grindolara, località che tuttora mantiene quell'antichissimo nome.
Nel 1116 l'imperatore Enrico V è ricevuto, con tutta la famiglia, a Bergoglio. Un segnale concreto di quanto fosse già un luogo strutturato e importante. E, a conferma di quanto appena citato, è dello stesso anno un documento dell'imperatore, che tratta dei privilegi e dei diritti dell'abate Beregonz dell'Abbazia di San Massimino di Treviri, e che definisce Bergoglio un castrum: Actum in Italia, in castro Burguliæ.
Nel 1155 la potenza bergoliese in campo militare è sottolineata dal marchese del Monferrato Guglielmo il Vecchio che viene a consigliare le sue milizie a non scendere in campo con i milanesi e i tortonesi, in quanto "fra i migliori in aiuto dei tortonesi son quei di Gamondio e di Borgoglio".

### Fondazione della città di Alessandria: il "secondo" Bergoglio
Nata la città di Alessandria essa si fondò in un primo momento dall'unione demica di Gamondium (Gamondio), Marenghum (Marengo) e Bergolium. Questo si evince nel testo dei reclami contro Cremona del 1184 dell'imperatore Federico ove indica i promotori e autori della fondazione della nuova città: "de tribus locis, Gamunde vicelicet et Meringin et Burgul". Non è descritto il nome del luogo dell'incontro, anche se pare già indicato con una certa precisione nella specificazione del sito sul Tanaro dove il trasferimento fu più breve: Bergoglio.
Ai tre luoghi citati si aggiunsero in seguito Roboretum (Rovereto), Solerium (Solero), Forum (Villa del Foro), Vuilije (Oviglio) e Quargnentum (Quargnento). In questo le popolazioni furono supportate, economicamente, dalla "Superba" e dai comuni della Lega Lombarda in contrasto con il marchesato del Monferrato, principale alleato di Federico Barbarossa.
Fra Giacomo di Acqui nella sua «Chronica Aquensia» afferma: «[...] Causa autem quare Alexandria fuit facta est ista, quia Marchiones Montisferrati gravabant illa loca, quae se simul posuerunt, quae sunt Rovetum, Marenchum, Gamondium et Bergolium».
La data ufficiale di fondazione di Alessandria è il 3 maggio 1168, anche se in quel momento ha già raggiunto una configurazione topografica, urbanistica e amministrativa definita. Il nome "Alessandria", confermato in seguito, sarà assunto in onore di papa Alessandro III, ampio sostenitore delle azioni della Lega Lombarda contro il Sacro Romano Impero e che aveva scomunicato Federico Barbarossa.
E appunto in quei tempi della fondazione di Alessandria che gli abitanti di Bergoglio, trovando scomoda la posizione del loro villaggio vicino alle colline, e invece più sicura quella difesa vicino alla nuova città, cominciarono a demolire quasi tutte le loro case e a trasportare le loro famiglie, suppellettili e bestiame, chi nella nuova città, che pur essi avevano costruita, e chi invece sulla sinistra del Tanaro, fuori di Alessandria, riedificando così un nuovo borgo al quale rinnovarono il nome di Bergoglio. Questo era congiunto alla città con un ponte di legno in vicinanza della «Porta delle Vigne» sulla strada per Valenza e colline (in seguito di Valle San Bartolomeo).
Questa traslazione è sostenuta da molti storici locali. Ad esempio lo Schiavina dice che Bergoglio fu «poscia trapiantato più vicino alla città» quod haud multo post totum prorsus est traslatum de vicini collis radice; il Ghilini a sua volta scrive: «Assicurata la città [...] fu divisa nelle sue contrade [...] e cioè di Gamondio, Marengo e Rovereto, alle quali fra poco tempo fu aggiunta la quarta di Borgoglio, separata dalle altre, scorrendovi per mezzo il fiume Tanaro [...] Rovereto è sempre stato nel suo primiero e vecchio luogo; e questo (Bergoglio) fu quasi tutto dalla pianura del colle vicino, trasportato in quel sito [...] di là dal Tanaro dietro alla riva verso la parte di Rovereto»; e ancora: «Borgoglio avanti che Alessandria fosse fabbricata si vedeva nella pianura vicina alla Collina... dipoi non tantosto fu dato principio alla fabbrica di Alessandria, come gli abitatori di Bergoglio cominciarono a demolire le case loro e trasportando la materia di esse vicino al fiume Tanaro, ivi si diedero a fabbricarle».
Il "primo" Bergoglio venne poi completamente demolito e raso al suolo dalle soldatesche imperiali, poiché durante l'assedio di Alessandria, nell'inverno tra il 1174 e il 1175, lo stesso Barbarossa aveva messo il campo appunto nella regione Autini nei pressi di Valle San Bartolomeo.
Di quel luogo scomparso da circa mille anni, ben poca cosa esiste; si vede ancora un largo fossato che circonda la regione e così pure esiste una spianata, o lieve ondulazione di terra, probabile avanzo di un bastione.
Il 13 maggio 1168 la città entra a far parte della Lega Lombarda divenendo una repubblica libera in territorio lombardo.

#### Assedio di Alessandria
Come già accennato, pochi anni dopo la sua fondazione, Alessandria subisce un primo assedio che avvenne nell'inverno tra il 1174 e il 1175. Le conseguenze del blocco si ripercossero fino alla fine del XII secolo. L'assedio si articolò nell'ambito delle guerre in Italia di Federico Barbarossa tra guelfi e ghibellini, ostinato a sottomettere i comuni italiani all'autorità imperiale. L'anonimo Milanese attribuisce al Barbarossa una forza di circa 8 000 cavalieri pesanti, ai quali vanno aggiunti scudieri e ausiliari, per un totale di circa 20 000 uomini. Tuttavia, gran parte di questi non erano soldati messi in campo dai principi tedeschi, ma mercenari del Brabante. Considerando anche i rinforzi pavesi e monferrini, è possibile stimare una forza di circa 25 000 uomini. Secondo la biografia di papa Alessandro III redatta nel Liber Pontificalis dal cronista Bosone, la popolazione di Alessandria poté contare tra i 10 000 e i 15 000 abitanti, il che implica un numero di uomini dedicati alla difesa compreso tra 2 000 e 3 000. Nonostante la sensibile differenza numerica delle forze in campo, la determinazione dell'imperatore a distruggere la città, l'assedio fallì. La sconfitta, per lo più arrivata con il disonore di aver violato una tregua, convinse Barbarossa alla resa: nella domenica di Pasqua bruciò l'accampamento per andare a trattare la pace con l'esercito comunale.
L'esercito imperiale e quello della Lega s'incontrarono presso Montebello, vicino a Voghera, entrambi molto favorevoli a una soluzione diplomatica, tanto che il Barbarossa si stabilì a Pavia, congedando gran parte dei costosi mercenari. Tuttavia, fu proprio lo stato di Alessandria a far saltare le negoziazioni: l'Imperatore ne esigeva la distruzione, dato che era il principale motivo per cui aveva cominciato la guerra, ma la Lega considerava la nuova città un suo importante membro, e non poteva accettare che la vittoriosa Alessandria venisse trattata come se fosse stata sconfitta. Le trattative saltarono ufficialmente con l'arrivo dell'autunno e l'Imperatore, a corto di uomini e soldi, fu costretto a richiamare i principi tedeschi, ma, giunto a Como, scoprì che ben pochi avevano risposto al suo appello; a disertare fu persino suo cugino Enrico il Leone, considerato uno dei suoi vassalli più fedeli.
L'esercito di Federico, composto da poche migliaia di uomini, affrontò la Lega Lombarda nella celeberrima battaglia di Legnano il 29 maggio 1176, e subì una pesante sconfitta; questa volta le trattative di pace si svolsero presso Costanza, e fu ovviamente la Lega a dettare la maggior parte delle condizioni: ai comuni venivano riconosciute concessioni in ambito amministrativo, politico e giudiziario, tra cui la rinuncia alla nomina dei podestà da parte dell'Imperatore. Il Barbarossa, tuttavia, ottenne la distruzione di Alessandria, anche se solamente in modo simbolico: i funzionari imperiali decretarono nullo l'atto di fondazione e, contemporaneamente, istituirono la città di Cesarea (Kaiserstadt), direttamente sottoposta al controllo imperiale. Il nome Cesarea venne mantenuto fino al 1197, il 28 settembre morì l'imperatore Enrico VI, da quel momento la città riassunse il nome di Alessandria senza mai più abbandonarlo.

#### Consuetudini
Il 22 settembre 1179 vengono redatte, per la prima volta dalla fondazione della nuova città, le "Consuetudini", documento che afferma l'autonomia identitaria della città di Alessandria. I quattro borghi che hanno contribuito alla fondazione, hanno diritto di mantenere i propri privilegi antecedenti la città; ognuno dei quattro borghi si impegna a erigere sul proprio territorio una chiesa dedicata al patrono di riferimento che già era oggetto di venerazione.
Tra il 1170 e il 1178 vengono erette a Bergoglio le prime tre chiese:
- Priorato-Badia benedettina di San Pietro;
- Convento servita di Santo Stefano
- Collegiata di Sancta Maria Ad Nives officiante il rito ambrosiano e dipendente dall'Arcidiocesi di Milano.

### Esplicative
1. ↑  Dal volgare barga, barca. Lo storico don Francesco Gasparolo propone questa ipotesi considerando la pesca come attività principale degli antichi abitanti di Bergoglio, e dunque: "luogo di barcaioli".
2. ↑  Appare come corruzione di "borgo" dal latino medievale borgolia, "piccolo borgo". Viene ipotizzato sia da Girolamo Ghilini nel Trattato breve delle terre che concorsero alla fabbrica della nuova città di Alessandria (appendice degli Annali di Alessandria, pp. 335 e sgg.), sia da Carlo A-Valle nella Storia di Alessandria, (p. 30).
3. ↑  Viene formulata da Ludovico Antonio Muratori l'ipotesi che il nome derivi da Brolium, "bosco, villa amena", di uso medievale, e di cui Bergolium sarebbe una corruzione.
4. ↑  Gli storici De Giorgi e Santagostino suppongono una derivazione dal tedesco berg, collina, monte.
5. ↑  Alcuni ipotizzano che derivi dal tedesco burg, "castello, fortezza" Bergolium, p. 22.
6. ↑  Castrum Roboreti era già una curtis regia nell'VIII secolo
7. ↑  Consuetudini, Statuti, Instrumenti, donazioni, ecc.
8. ↑  Esiste un minimo comune denominatore tra le varie ipotesi, tutte verosimili, e cioè la presenza di un "primo" Bergoglio sulle colline. Proprio da questa area si articolano le vie romane che saranno curate, ripristinate e ampliate durante la fondazione di Alessandria. In merito alle origini romane di Bergoglio, ancora nel XIII secolo uno dei vari ponti dell'area veniva denominato Ponte marmorolio. Il ponte - posto su una via romana, la Cerca - si contraddistingueva sul territorio per il materiale costruttivo, il marmo, a differenza degli altri fabbricati in terra o in legno. Il marmo è sintomo della presenza romana nella zona, soprattutto quando si tratta di ponti posizionati su vie di comunicazione già romane.
9. ↑  Nel 951 Ottone I di Sassonia viene coronato re d'Italia a Pavia; nel 961 restaura il Sacro Romano Impero, facendo della Germania il pilastro della nuova Europa.
10. ↑  Nei primi vent'anni della sua storia la città presenta nelle fonti quattro diverse denominazioni: Alessandria, Cesarea, Palea, Rovereto, oltre alla designazione generica, abbastanza frequente, di civitas nova o nova civitas, ed alla più rara designazione di urbs nova, (Geo Pistarino, p. 15). Il Ghilini nei suoi Annali di Alessandria, p. 2-1168/1 vuole erroneamente che la nascita della città sia avvenuta il 22 aprile 1168, e cioè lo stesso giorno della fondazione di Roma: «[...] пеl qual giorno Romolo diede principio alla fabrica della Città di Roma [...]». Il Ghilini commette più di un errore: la fondazione di Roma è ufficialmente fissata il 21 aprile, e - in realtà - il nome Cesarea venne imposto dall'imperatore nella Reconciliatio Cæsareæ del 1183 (Monumenta Germaniæ Historica, pp. 181-182), che ben presto venne abbandonato dagli stessi abitanti come un elemento estraneo alla loro coscienza ed individualità collettiva, (Geo Pistarino, p. 15).
11. ↑  A titolo esemplificativo Marengo era il solo borgo ad avere diritto di pascolo e di poter raccogliere legna all'interno del bosco della Fraschetta. Il testo originale delle Consuetudini è andato perduto, ma se ne ha nota nel 1538 nel verbale di un Consiglio della Città. In quell'anno si volle ricostruire il testo che poi venne dato alle stampe e raccolto in appendice al Codex Statutorum (Codex Statutorum Magnifice Communitatis, atque Dioecæsis Alexandrinæ).

### Bibliografiche
1. ↑  Massimo Carcione, p. 12.
2. ↑  Codex Statutorum, p. 439.
3. ↑  Annali di Alessandria, p. 2-1168/1.
4. 1 2  Annali di Alessandria, p. 335.
5. ↑  Codex Statutorum.
6. ↑  Biagio Gho, pp. 5, 6.
7. 1 2  Bergolium, p. 26.
8. 1 2  Monumenta Aquensia, p. 144.
9. ↑  Paolo Chiesa.
10. ↑  Annali di Alessandria, p. 109.
11. ↑  Gerusalemme Liberata, p. 290.
12. ↑  Monumenta Aquensia, pars II, p. 2.
13. ↑  telma.fr.
14. ↑  Bergolium, p. 27.
15. ↑  Geo Pistarino, p. 14.
16. ↑  Annali di Alessandria, pag. 2.
17. ↑  Giuseppe Antonio Chenna, vol. III, p. 8.

### Archivisitca
- Carte originali anteriori al 1121 conservate in Francia, su cn-telma.fr. URL consultato il 3 gennaio 2022.

### Biografica
- Paolo Chiesa, Iacopo da Acqui, in Dizionario biografico degli italiani, vol. 62, Roma, Istituto dell'Enciclopedia Italiana, 2004. URL consultato il 3 gennaio 2022.

### Codici, opere
- (LA) Codex Statutorum Magnifice Communitatis Atque Dioecæsis Alexandrinæ, Alessandria, Francesco Moscheni & fratelli, 1547. URL consultato il 2 gennaio 2023.
- Giovanni Battista Moriondo, Monumenta Aquensia, Torino, Tipografia Regia, 1790. URL consultato il 2 gennaio 2022.
- (LA) Georg Heinrich Pertz (a cura di), Reconciliatio Cæsareæ, in Monumenta Germaniæ Historica, II, Hannover, 1837. URL consultato il 3 gennaio 2023.

### Poetica
- Torquato Tasso, Canto ventesimo, in Gerusalemme liberata, vol. 1, Parigi, Agostino Delalain, Pietro Durand, Gio. Claudio Molini, 1771  [1575]. URL consultato il 3 gennaio 2022.

### Storica, annalistica
- Girolamo Ghilini, Annali di Alessandria, Milano, Gioseffo Marelli, 1666.
- Giuseppe Antonio Chenna, Del Vescovato de' Vescovi e delle Chiese della Città e Diocesi d'Alessandria, Alessandria, Ignazio Vimercati Stampatore, 1786. URL consultato il 20 gennaio 2022.
- Carlo A-Valle, Storia di Alessandria dall'origine ai nostri giorni, vol. 1, Torino, Tipografia fratelli Falletti, 1853. URL consultato il 14 dicembre 2021.
- Biagio Gho, Cenni Storici sull'Antico Borgoglio di Alessandria, Torino, Tipografia Reano, Bossuto & C., 1926.
- Geo Pistarino, La doppia fondazione di Alessandria (1168, 1183) (PDF), in Rivista di Storia Arte Archeologia per le provincie di Alessandria e Asti, volume unico, Alessandria, Società di Storia Arte Archeologia - Accademia degli Immobili, 1997,  pp. 5-36. URL consultato l'11 giugno 2016.
- Gianfranco Calorio, Bergolium: il Territorio e l'Abitato, volume primo, Castelnuovo Scrivia (AL), Casa Editrice Favolarevia, 2000.

### Studi, ricerche
- Massimo Carcione, Case study: La valorizzazione della Cittadella di Alessandria e del sito storico di Marengo (PDF), in POLIS Working Papers, n. 211, Alessandria, Università degli Studi del Piemonte Orientale Amedeo Avogadro, dicembre 2013. URL consultato il 14 dicembre 2021.